# Liste der Naturdenkmale in Bad Sooden-Allendorf
Die Liste der Naturdenkmale in Bad Sooden-Allendorf nennt die im Gebiet von Bad Sooden-Allendorf im Werra-Meißner-Kreis in Hessen gelegenen Naturdenkmale.

## Liste
| Bild                          | Bezeichnung                              | Ortsteil, Lage                                                                  | Beschreibung | Art                              | Nr.         |
| ----------------------------- | ---------------------------------------- | ------------------------------------------------------------------------------- | --- | -------------------------------- | ----------- |
| BW                            | 1 Eiche                                  | Bad Sooden-Allendorf 51° 15′ 43,9″ N, 9° 57′ 8,3″ O                             | |                                  | BSA 636.002 |
| Fotos hochladen               | 1 Linde                                  | Bad Sooden-Allendorf 51° 16′ 13,5″ N, 9° 58′ 23,2″ O                            | Die Linde auf der Schlagd soll anlässlich der Wiedereinsetzung der hessischen Regierung nach der Franzosenherrschaft und zur Erinnerung an die Schlacht von Leipzig von dem Bäckermeister und Stadtvormund Stöber zwischen 1813 und 1815 gepflanzt worden sein. Von der ehemaligen Schlagd Allendorfs, ein Anlegeplatz, an dem die Werrakähne beladen und entladen wurden, ist noch die Kaimauer aus massivem Mauerwerk erhalten. Die Anlage wird als ein bauliches Relikt der Werraschifffahrt aus verkehrsgeschichtlichen Gründen als Kulturdenkmal geschützt. | Sommerlinde (Tilia platyphyllos) | BSA 636.007 |
| mehr Fotos \| Fotos hochladen | 1 Linde                                  | Bad Sooden-Allendorf 51° 16′ 13,1″ N, 9° 58′ 51,2″ O                            | Angeregt von der Linde neben dem Brunnen soll Wilhelm Müller (* 1794; † 1827), so wurde überliefert, das Gedicht „Der Lindenbaum“ geschrieben haben. Berühmt wurden die Verse als „Am Brunnen vor dem Tore“ durch die Vertonung von Franz Schubert (* 1797; † 1828) und zum populären Volkslied durch die Bearbeitung von Friedrich Silcher (* 1789; † 1860). Die ursprüngliche Linde fiel im Mai 1912 einem Unwetter zum Opfer. 1914 wurde dann eine neue Linde an ihrer Stelle gepflanzt. Die mehrfach umgestaltete Anlage mit dem erhöhten Platz um den Brunnen wird als Kulturdenkmal aus geschichtlichen Gründen geschützt.                                                                          |                                  | BSA 636.008 |
| BW                            | Linde                                    | Bad Sooden-Allendorf 51° 16′ 34,2″ N, 9° 59′ 12,1″ O                            | |                                  | BSA 636.011 |
| mehr Fotos \| Fotos hochladen | Jägereiche                               | Bad Sooden-Allendorf 51° 17′ 19,4″ N, 9° 55′ 53,5″ O                            | Im Allendorfer Stadtwald, im Kreuzungsbereich einiger Waldwege, steht die alte Eiche in der Nähe der Ahrenberger Gemarkungsgrenze. Neben dem Baum sind noch mehrere rund 200 Jahre alte Grenzsteine zu finden und der Kunsthistoriker Thomas Wiegand vermutet, dass die Eiche einst als lebendes Grenzzeichen diente. Ihren Namen verdankt sie nicht einem bestimmten Waidmann, sondern der Tatsache, dass die Eiche früher ein beliebter Treffpunkt für Jäger, Treiber und Forstbeamte war. In der Zeit um die Wende vom 19. zum 20. Jahrhundert wurde nach den Jagden auch unter ihr getanzt. |                                  | BSA 636.015 |
| BW                            | Baumgruppe                               | Bad Sooden-Allendorf 51° 16′ 4,8″ N, 10° 1′ 12″ O                               | |                                  | BSA 636.016 |
| BW                            | 1 Eiche                                  | Bad Sooden-Allendorf, Flurstück 61 1/1 51° 16′ 15,6″ N, 9° 57′ 10,8″ O          | |                                  | BSA 636.017 |
| BW                            | Bismarkeichen                            | Bad Sooden-Allendorf, Flurstück 55 23 51° 15′ 52,6″ N, 9° 57′ 26,3″ O           | |                                  | BSA 636.019 |
| Fotos hochladen               | 1 Schwarzkiefer, 1 Ginkgobaum            | Bad Sooden-Allendorf, Landivisiau-Park 51° 16′ 27,3″ N, 9° 58′ 32,9″ O          | |                                  | BSA 636.022 |
| BW                            | 1 Linde                                  | Bad Sooden-Allendorf 51° 16′ 31,6″ N, 9° 59′ 46″ O                              | |                                  | BSA 636.023 |
| BW                            | 1 Linde                                  | Bad Sooden-Allendorf 51° 16′ 18,2″ N, 9° 59′ 50,3″ O                            | |                                  | BSA 636.025 |
| BW                            | Baumbestand am Klausbergturm             | Bad Sooden-Allendorf 51° 16′ 12″ N, 9° 59′ 46,3″ O                              | |                                  | BSA 636.028 |
| Fotos hochladen               | Lindengruppe                             | Bad Sooden-Allendorf, Wahlhauser Straße / Eichweg 51° 16′ 34″ N, 9° 58′ 15,6″ O | |                                  | BSA 636.031 |
| BW                            | Rauchlöcher                              | Dudenrode 51° 14′ 1,4″ N, 9° 52′ 4,1″ O                                         | |                                  | BSA 636.032 |
| Fotos hochladen               | Höhle Hohlstein (ex-Hilgershäuser Höhle) | Hilgershausen, Mühlhölzchen 51° 16′ 3,7″ N, 9° 53′ 46,3″ O                      | Karsthöhle in einem Kalksteinportal. |                                  | BSA 636.033 |
| Fotos hochladen               | 1 Sommerlinde                            | Hilgershausen, Vollung 2 51° 16′ 59,7″ N, 9° 53′ 2″ O                           | |                                  | BSA 636.034 |
| Fotos hochladen               | 3 Linden                                 | Kammerbach, Auf dem Wolper 51° 16′ 8,5″ N, 9° 54′ 54,3″ O                       | Die Baumgruppe mit drei Linden auf dem „Wolper“, eine Anhöhe östlich von Kammerbach, wurde vermutlich zwischen 1830 und 1840 von dem Kammerbacher Einwohner Reinhardt gepflanzt und sollte das Ausflugsziel „Reinhardtslust“ bilden. Neben den Bäumen haben Mitglieder des Bundes vertriebener Deutscher im Jahr 1952 ihr „Ostlandkreuz“ und einen Gedenkstein aufgestellt. | Winterlinden (Tilia cordata)     | BSA 636.035 |
| mehr Fotos \| Fotos hochladen | Abschiedslinde                           | Kammerbach, Kasseler Straße 51° 16′ 1,3″ N, 9° 54′ 11,5″ O                      | Ihren Namen verdankt die „Abschiedslinde“, die auch „Auswandererlinde“ genannt wird, den erstmals in der ersten Hälfte des 19. Jahrhunderts auswandernden Bewohnern Kammerbachs, die von den Zurückbleibenden bis zu dem Baum auf der Anhöhe unweit des westlichen Dorfausgangs begleitet und dort verabschiedet wurden. | Winterlinde (Tilia cordata)      | BSA 636.036 |
| BW                            | 1 Eiche                                  | Kammerbach, Flurstück 9 1 51° 16′ 29,2″ N, 9° 55′ 32,9″ O                       | |                                  | BSA 636.037 |
| Fotos hochladen               | Friedenseiche                            | Kammerbach, Landesstraße 3239 51° 16′ 5,3″ N, 9° 54′ 51,7″ O                    | Die ursprünglich als „Kriegereiche“ zum Naturdenkmal erklärte „Friedenseiche“ steht am östlichen Ortsausgang von Kammerbach, dicht an Straße nach Bad Sooden-Allendorf. Der nur noch als Torso vorhandene Baum trägt die Jahreszahl 1815. Nach einer anderen Version wurde er um 1871 oder 1872 von Mitgliedern des neu gegründeten Kriegervereins Kammerbach nach dem Deutsch-Französischen Krieg gepflanzt. |                                  | BSA 636.038 |
| Fotos hochladen               | 1 Linde                                  | Kammerbach, Friedhof 51° 16′ 4,1″ N, 9° 54′ 45,4″ O                             | Die Linde, die links am Eingang zum Kammerbacher Friedhof steht, wurde im Juni 1970 als Naturdenkmal ausgewiesen. | Sommerlinde (Tilia platyphyllos) | BSA 636.039 |
| Fotos hochladen               | 2 Linden                                 | Kammerbach, Festplatz 51° 16′ 9,4″ N, 9° 54′ 32,4″ O                            | |                                  | BSA 636.040 |
| BW                            | Alte Werra                               | Oberrieden 51° 18′ 43,4″ N, 9° 55′ 47,4″ O                                      | |                                  | BSA 636.041 |
| Fotos hochladen               | 1 Linde                                  | Orferode, Hauptstraße 12 51° 15′ 28,7″ N, 9° 56′ 18,6″ O                        | Die im Jahr 1936 als Naturdenkmal ausgewiesene Winterlinde steht im Hof des ehemaligen Gasthauses „Zur Linde“, vor dem Wohnhaus eines Hakenhofes aus dem ersten Drittel des 19. Jahrhunderts. Der Bereich an der Hauptstraße befindet sich innerhalb des historischen Ortskerns von Orferode, der aus geschichtlichen und künstlerischen Gründen unter Denkmalschutz steht. | Winterlinde (Tilia cordata)      | BSA 636.043 |
| Fotos hochladen               | Lindengruppe                             | Orferode, auf der Wetten 51° 15′ 29,2″ N, 9° 56′ 38,5″ O                        | |                                  | BSA 636.044 |
| mehr Fotos \| Fotos hochladen | Kriegereiche                             | Orferode, Lehmkaute 4 51° 15′ 26,9″ N, 9° 56′ 16″ O                             | Am 22. Februar 1874, dem Gründungstag ihrer „Kyffhäuserkameradschaft“, setzten die ehemaligen Orferöder Soldaten den heute „Friedenseiche“ genannten Baum. Zur Erinnerung an das Ende des Deutsch-Französischen Krieges von 1870 bis 1871, aus der, bis auf eine einzige Ausnahme, alle 16 Soldaten des Ortes unversehrt heimgekehrt waren. In den Waldungen am Hirschberg war der Eichenstamm ausgegraben, in einem feierlichen Umzug ins Dorf getragen und als „Symbol der Kraft und Stärke“ auf dem Anger in der Dorfmitte gepflanzt worden. Die Eiche gehört zu der Gesamtanlage Orferode, die von dem Denkmalschutz aus künstlerischen und geschichtlichen Gründen als erhaltenswert angesehen wird. |                                  | BSA 636.045 |
| BW                            | Kripplöcher                              | Orferode 51° 14′ 59,6″ N, 9° 55′ 16,3″ O                                        | |                                  | BSA 636.046 |
| Fotos hochladen               | Lindengruppe                             | Orferode, Berghofstraße 51° 15′ 29,1″ N, 9° 56′ 24″ O                           | |                                  | BSA 636.047 |
| Fotos hochladen               | 1 Linde                                  | Oberrieden, Jahnstraße 51° 18′ 34,6″ N, 9° 55′ 27,7″ O                          | |                                  | BSA 636.707 |
| BW                            | Buche                                    | Bad Sooden-Allendorf, Flurstück 59 10/2 51° 16′ 9,3″ N, 9° 57′ 31,3″ O          | |                                  | BSA 636.711 |

## Ehemalige Naturdenkmale
| Bild                                    | Bezeichnung | Ortsteil, Lage                                      | Beschreibung                                                                          | Art | Nr.         |
| --------------------------------------- | ----------- | --------------------------------------------------- | ------------------------------------------------------------------------------------- | --- | ----------- |
| BW                                      | Sommerlinde | Bad Sooden-Allendorf 51° 17′ 1,6″ N, 9° 58′ 16,5″ O | Ehemalige „Sommerlinde“ an der Straße nach Wahlhausen, Naturdenkmal von 1936 bis 2024 |     | BSA 636.006 |
| Direkt Bild zu diesem Denkmal hochladen | Kronenbuche | Bad Sooden-Allendorf                                | Ehemalige Kronenbuche, Am Gläserborn, Naturdenkmal von 1936 bis 2022                  |     | BSA 636.014 |